# Okvir
Okvir je lesen ali kovinski rob, v katerega je vpeta slika ali aparat. Beseda okvir se uporablja tudi v prenesenem pomenu : da se v okviru tega in tega praznika odvija ta in ta prireditev (primer).